# Tokopedia

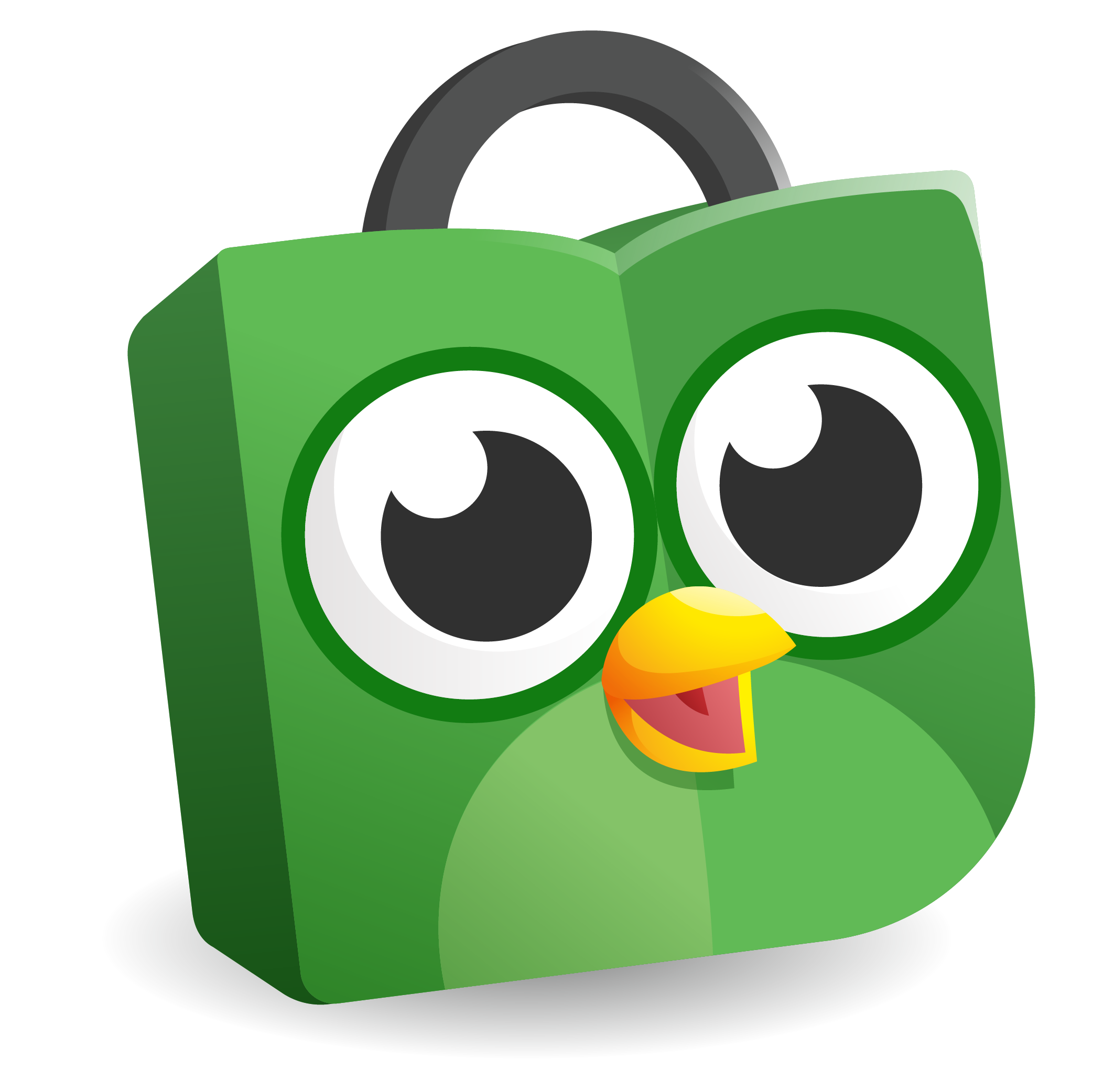
Logo des Shops

Tokopedia ist ein indonesischer Onlineversandhändler für den Consumer-to-Consumer-Handel. Es wurde am 6. Februar 2009 von William Tanuwijaya gegründet. Im November 2018 wurde das Unternehmen mit 7 Milliarden US-Dollar bewertet. Mit durchschnittlich rund 65 Millionen monatlichen Besuchern war die Seite zwischen Juli und September 2019 der größte indonesische Online-Shop und hatte einen Marktanteil von 25 %. In Indonesien lag der Alexa-Internet-Rang im Juli 2019 auf Platz 25 und global auf 626.
Das Unternehmen hat rund 4700 Mitarbeiter. Nach eigenen Angaben sind auf der Seite über 7 Millionen Händler und 200 Millionen Produkte registriert. Der Name kommt von dem indonesischen Wort "toko" für Shop und "pedia" für Enzyklopädie.

## Geschichte
Das Unternehmen wurde am 6. Februar 2009 von William Tanuwijaya gegründet. Da das Unternehmen keinen Gewinn erwirtschaftet, mussten Risikokapitalgeber regelmäßig frisches Geld zuführen, darunter PT Indonusa Dwitama (2009), East Ventures (2010), CyberAgent Ventures (2011), NetPrice (2012) und SoftBank Ventures Korea (2013). Im Oktober 2014 investierten Sequoia Capital und Softbank 100 Millionen US-Dollar in das Unternehmen. Im April 2016 wurden weitere 147 Millionen US-Dollar investiert. Der chinesische Online-Handel Alibaba investierte 2017 1,1 Milliarden US-Dollar in das Unternehmen. 2018 investierten Alibaba und Softbank erneut zusammen 1,1 Milliarden US-Dollar.
Im Mai 2020 wurde bekannt, dass Hacker rund 15 Millionen Kundendatensätze gestohlen hatten.
Am 17. Mai 2021 gaben Tokopedia und Gojek den Abschluss ihrer Fusion bekannt und gründeten eine neue Holdinggesellschaft namens GoTo.